# Bienvenue à Sarajevo
Pour plus de détails, voir Fiche technique et Distribution.
Bienvenue à Sarajevo (Welcome to Sarajevo) est un film britannique réalisé par Michael Winterbottom, sorti en 1997.

## Synopsis
Novembre 1991 : Michael Henderson, correspondant d'une chaîne de 
télévision britannique, envoie à sa rédaction un reportage sur la chute de Vukovar. Il témoigne du départ des survivants pour la Bosnie. Mai 1992 : Sarajevo, une jeune femme se prépare pour son mariage. Sur le chemin de l'église, sa mère est tuée par un sniper. Henderson, son cameraman Greg et d'autres journalistes sont témoins de la scène. Sur la ligne de front, Henderson découvre un orphelinat soumis à des bombardements quotidiens. Horrifié par les conditions de vie terribles des enfants, il ne cesse d'envoyer des reportages sur le sujet, essayant de faire pression sur la communauté internationale afin que celle-ci prenne enfin des mesures pour mettre les enfants à l'abri. Écœuré par l'indifférence générale, Henderson a de plus en plus de mal à maintenir plus longtemps une distance professionnelle. Il finit par adopter une enfant bosniaque pour la sauver.

## Fiche technique
- Titre original : Welcome to Sarajevo
- Titre français : Bienvenue à Sarajevo
- Titre québécois : Bienvenue à Sarajevo
- Réalisation : Michael Winterbottom
- Scénario : Frank Cottrell-Boyce d'après Natasha's Story de Michael Nicholson
- Production : Ismet Arnautalic, Graham Broadbent et Damian Jones
- Musique : Adrian Johnston
- Costumes : Janty Yates
- Photographie : Daf Hobson
- Montage : Trevor Waite
- Pays d'origine : Royaume-Uni, États-Unis
- Format : Couleurs - 1,85:1 - Dolby Digital
- Genre : Drame, guerre
- Durée : 103 minutes
- Date de sortie : 1997

## Distribution
Légende : VQ = Version Québécoise
- Stephen Dillane (VQ : Daniel Picard) : Michael Henderson
- Woody Harrelson (VQ : Bernard Fortin) : Flynn
- Marisa Tomei (VQ : Natalie Hamel-Roy) : Nina
- Emira Nusevic : Emira
- Kerry Fox (VQ : Brigitte Morel) : Jane Carson
- Goran Višnjić (VQ : Pierre Auger) : Risto Bavic
- James Nesbitt (VQ : François Godin) : Gregg
- Emily Lloyd : Annie McGee
- Igor Dzambazov (VQ : Michel M. Lapointe) : Jacket
- Frank Dillane : Christopher Henderson
- Dragan Marinkovic : Chetnik Leader